# Liberty County (Florida)
Das Liberty County ist ein County im US-Bundesstaat Florida der Vereinigten Staaten. Der Verwaltungssitz (County Seat) ist Bristol. Das County gehört zu den Dry Countys, was bedeutet, dass der Verkauf von Alkohol eingeschränkt oder verboten ist.

## Geographie
Das County hat eine Fläche von 2184 Quadratkilometern, wovon 19 Quadratkilometer Wasserfläche sind. Es grenzt im Uhrzeigersinn an folgende Countys: Gadsden County, Leon County, Wakulla County, Franklin County, Gulf County und Calhoun County. Es liegt zwischen dem Ochlockonee River und dem Apalachicola River im Westen. Das County liegt im Panhandle Floridas und gehört zu den zuletzt besiedelten Gebieten Floridas.

## Geschichte
Das Liberty County wurde am 15. Dezember 1855 gebildet. Benannt wurde es nach dem, was die Menschen am meisten schätzen – die Freiheit.
Teile des 1936 ausgewiesenen Nationalforstes Apalachicola National Forest erstrecken sich im County.

## Demografische Daten

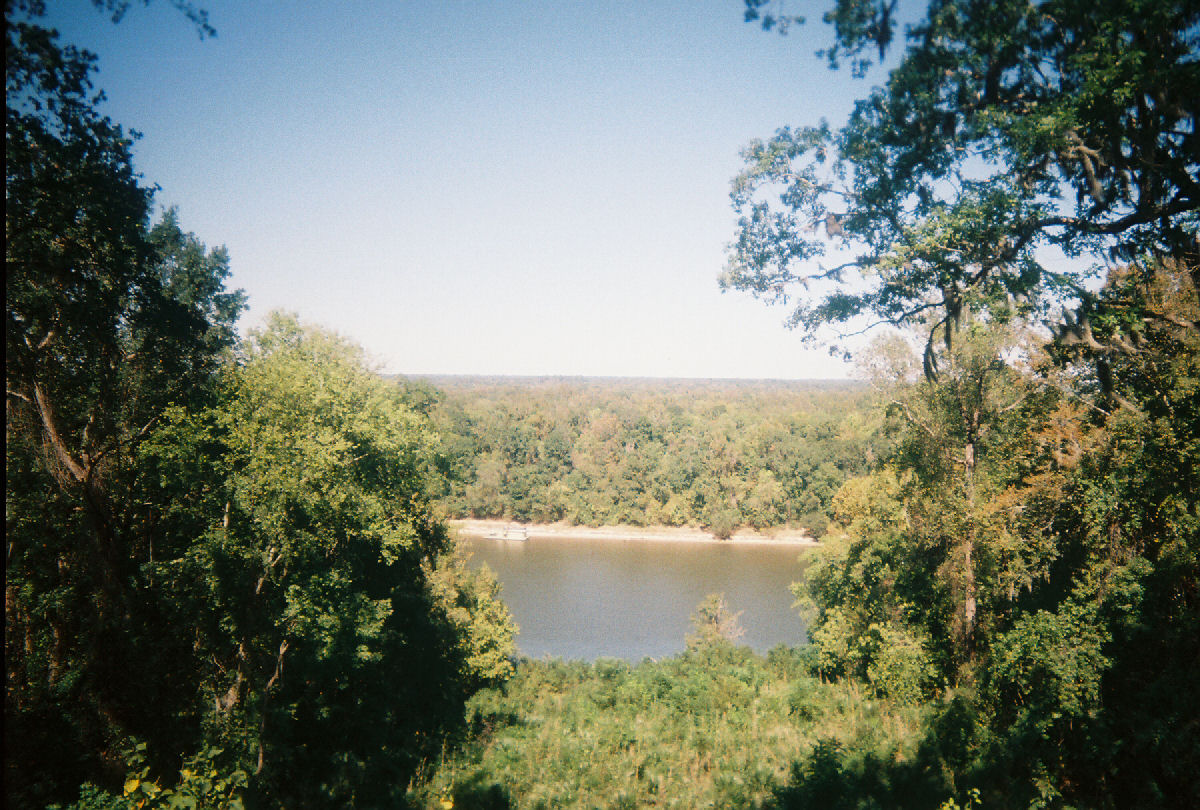
Blick über den Torreya State Park

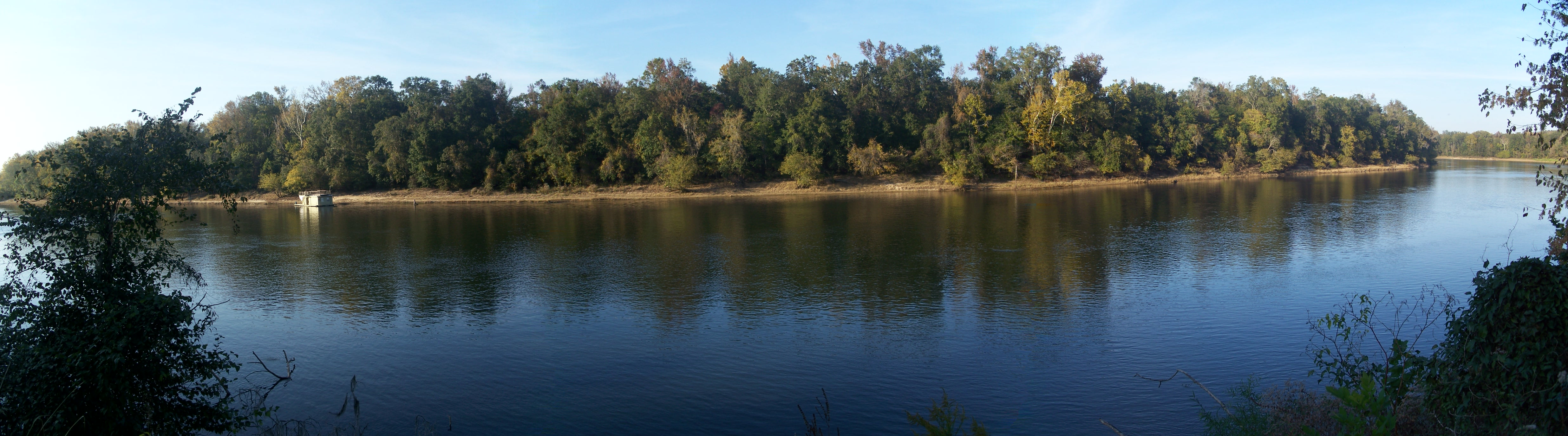
Blick über den Apalachicola River im Torreya State Park

Nach der Volkszählung im Jahr 2010 lebten im Liberty County 8.365 Menschen in 3.295 Haushalten. Die Bevölkerungsdichte betrug 3,9 Einwohner pro Quadratkilometer. Ethnisch betrachtet setzte sich die Bevölkerung zusammen aus 77,3 % Weißen, 17,9 % Afroamerikanern, 1,1 % Indianern und 0,2 % Asian Americans. 1,9 % waren Angehörige anderer Ethnien und 1,7 % verschiedener Ethnien. 6,2 % der Bevölkerung bestand aus Hispanics oder Latinos.
Im Jahr 2010 lebten in 36,6 % aller Haushalte Kinder unter 18 Jahren sowie 26,1 % aller Haushalte Personen mit mindestens 65 Jahren. 70,3 % der Haushalte waren Familienhaushalte (bestehend aus verheirateten Paaren mit oder ohne Nachkommen bzw. einem Elternteil mit Nachkomme). Die durchschnittliche Größe eines Haushalts lag bei 2,57 Personen und die durchschnittliche Familiengröße bei 3,05 Personen.
23,5 % der Bevölkerung waren jünger als 20 Jahre, 31,2 % waren 20 bis 39 Jahre alt, 29,9 % waren 40 bis 59 Jahre alt und 15,3 % waren mindestens 60 Jahre alt. Das mittlere Alter betrug 37 Jahre. 60,9 % der Bevölkerung waren männlich und 39,1 % weiblich.
Das jährliche Durchschnittseinkommen eines Haushalts betrug 39.225 USD, dabei lebten 22,2 % der Bevölkerung unter der Armutsgrenze.

Im Jahr 2010 war Englisch die Muttersprache von 94,66 % der Bevölkerung, Spanisch sprachen 4,76 % und 0,58 % hatten eine andere Muttersprache.

## Kultur und Sehenswürdigkeiten

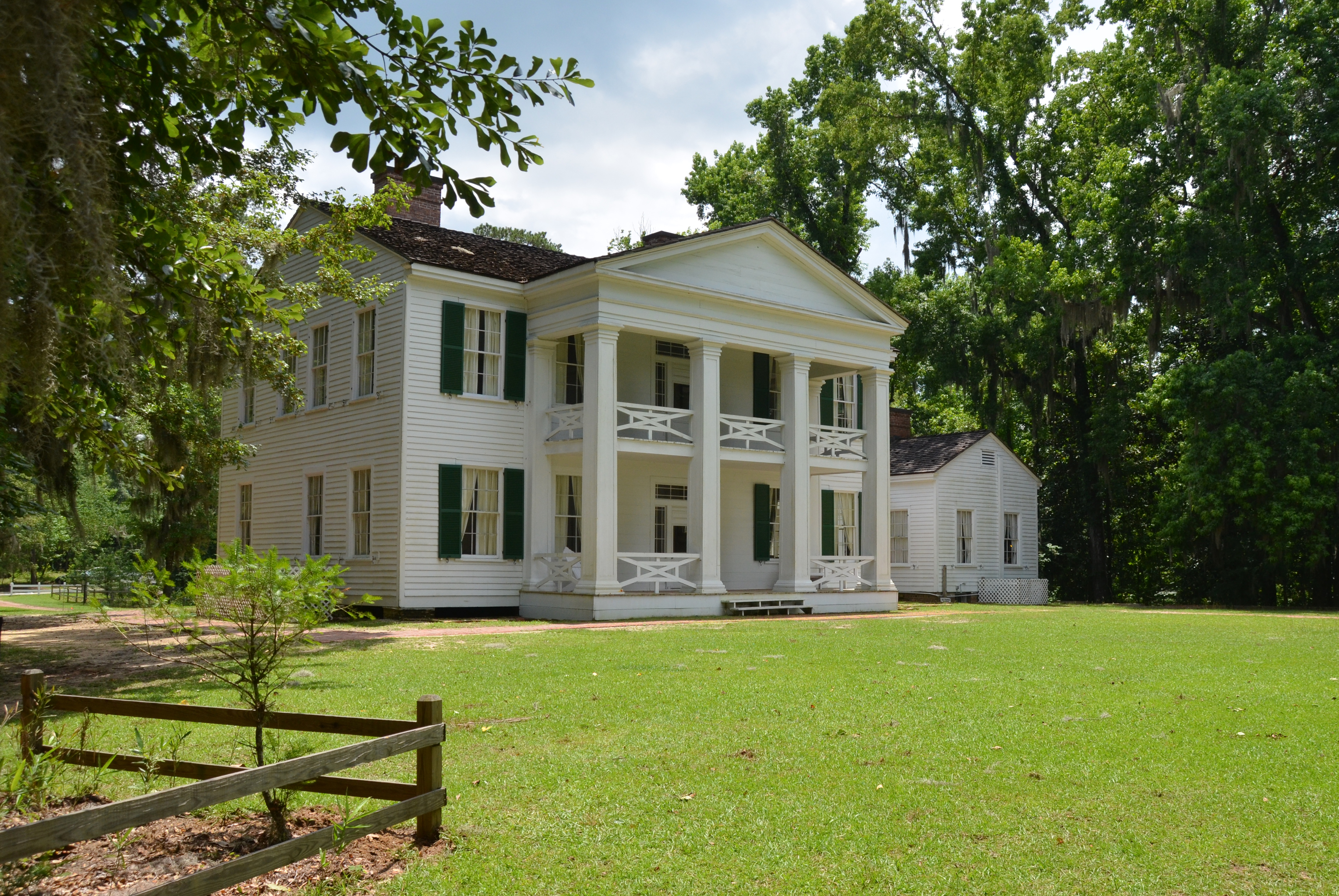
Ehemaliges Plantagenhaus im Torreya State Park (2015). Dieser State Park gilt als ein National Natural Landmark („Nationales Naturdenkmal“) und entstand während der Great Depression durch die Arbeit des Civilian Conservation Corps. Dabei wurde das verfallene Herrenhaus Gregory House verlegt und restauriert. Der Historic District wurde im August 1972 als erstes Objekt des County in das NRHP eingetragen.

Vier Bauwerke, Stätten und historische Bezirke (Historic Districts) im Liberty County sind im National Register of Historic Places („Nationales Verzeichnis historischer Orte“; NRHP) eingetragen (Stand 2. Februar 2023), die Hosford School and Gymnasium, die Otis Hare Archeological Site, der Torreya State Park und die Yon Mound and Village Site.

## Orte im Liberty County
Orte im Liberty County mit Einwohnerzahlen der Volkszählung von 2010:
City:
- Bristol (County Seat) – 996 Einwohner

Census-designated places:
- Hosford – 650 Einwohner
- Lake Mystic – 500 Einwohner
- Sumatra – 148 Einwohner